# Rottweil

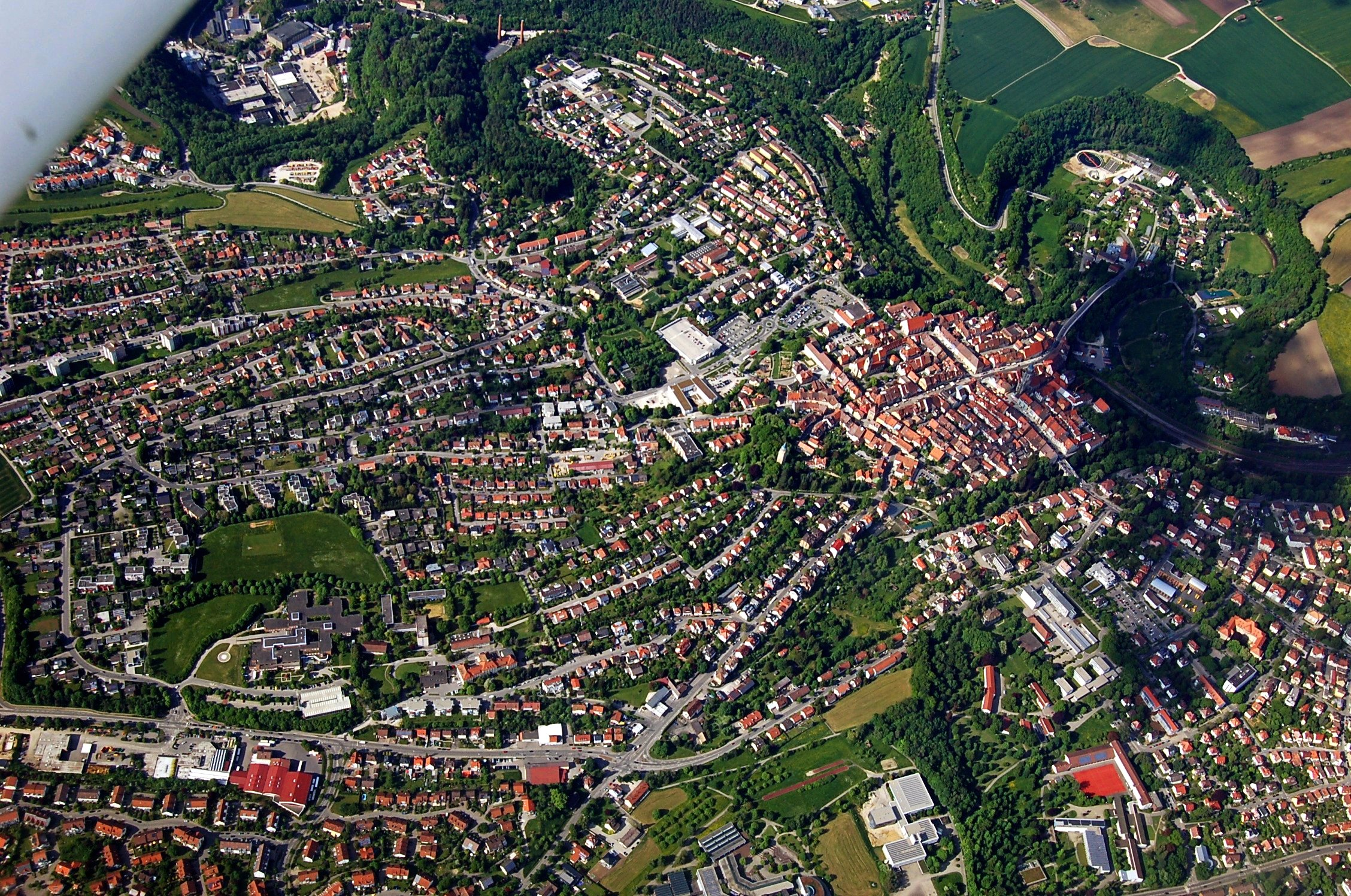
Quang cảnh thị trấn nhìn từ trên không

Rottweil (tiếng Đức: [ˈʁɔtvaɪl] ⓘ; Alemannic: Rautweil) là một thị trấn nằm ở tây nam nước Đức, thuộc bang Baden-Württemberg. Nơi đây từng là một Thành bang đế chế trong gần 600 năm.